# دیوید یوجین وایفل
دیوید یوجین وایفل (به انگلیسی: David Eugene Zweifel) زاده: سیزده سپتامبر 1934. در بین سالهای ۱۹۸۱ تا ۱۹۸۴ سفیر یمن شمالی در ایالات متحده آمریکا بوده. وایفل در سال ۱۹۶۲ به عنوان وزارت خدمات خارجی وارد برزیل شد.

## فعالیت‌ها
- سفیر شمال یمن (۱۹۸۱-۸۴)
- معاون ماموریت، عمان، اردن (۱۹۷۹-۱۹۸۱)
- معاون ماموریت، مسقط، عمان (۱۹۷۴-۱۹۷۶)
- افسر سیاسی، مکزیکو سیتی، مکزیک (۱۹۷۱-۱۹۷۴)
- کنسول، عمان، اردن (۱۹۶۹-۱۹۷۰)
- افسر پرسنل (۱۹۶۵-۱۹۶۷)
- افسر سیاسی، ریو دو ژانیرو، برزیل (۱۹۶۲)